# Instalacja rozlewcza IRS
Instalacja rozlewcza IRS (Instalacja Rozlewczo-Sanitarna, Instalacja Rozlewcza Samochodowa) – polski zestaw chemiczny montowany na samochodzie służący do prowadzenia odkażania, dezynfekcji i dezaktywacji sprzętu wojskowego.

## Opis instalacji IRS
Instalacja rozlewcza IRS została skonstruowana przez polskich specjalistów z Ośrodka Badawczego Sprzętu Chemicznego i znalazła się na wyposażeniu polskich wojsk obrony przeciwchemicznej na początku lat 70. XX w. Sukcesywnie zastępowała przestarzałe instalacje ARS-12D. W tym okresie uważana była za jedno z najlepszych tego typu urządzeń na świecie. Poprzez zastosowanie polskiego samochodu bazowego Star 660 wyeliminowano import radzieckiego ZIS-151. Produkowała ją Pomorska Spółdzielnia Mechaników Samochodowych w Koszalinie. 
Przeznaczenie:
- odkażanie, dezynfekcja i dezaktywacja uzbrojenia oraz sprzętu bojowego i transportowego,
- odkażanie i dezynfekcja terenu, dróg i obiektów inżynieryjno-budowlanych,
- dezaktywacja dróg o jednolitej twardej nawierzchni oraz obiektów inżynieryjno-budowlanych.

Wykorzystywana także do: 
- zabiegów sanitarnych żołnierzy,
- przewożenia oraz okresowego przechowywania rozpuszczalników, roztworów roboczych i paliw ciekłych,
- sporządzania roztworów roboczych,
- napełniania małych naczyń cieczami,
- przepompowywania cieczy z jednego zbiornika do drugiego z pominięciem cysterny,
- gaszenia pożarów.

## Praca instalacji
Cysternę o pojemności 2500 dm³ napełnia się i opróżnia za pomocą układu przewodów rurowych. Przetaczanie cieczy i wytwarzanie odpowiedniego ciśnienia zapewnia dwustopniowa pompa odśrodkowa M800B. Podgrzewacz podgrzewa wodę do temperatury roboczej 70–75°C. Przy odkażaniu lub dezaktywacji sprzętu bojowego można zorganizować 6–7 dwuprądownicowych stanowisk roboczych, zaś przy dezaktywacji sprzętu za pomocą prądownic strumieniowych 3 stanowiska robocze.
Instalacja stwarza też możliwość odkażania pasa terenu o szerokości 4–6 metrów, dezynfekcji pasa terenu o szerokości 5–6 metrów i  dezaktywacji utwardzonych nawierzchni drogowych o szerokości do 5 metrów.

Do dezaktywacji dróg o ulepszonej nawierzchni oraz dezaktywacji, odkażania lub dezynfekcji polowych obiektów obronnych wykorzystywano nasadki K-1. Dla dezaktywacji dróg dwie nasadki K-1 umocowywano do przedniego przewodu tłocznego. Dla dezaktywacji, odkażania lub dezynfekcji polowych obiektów obronnych podłączano jedną nasadkę K-1 do bocznego przewodu tłocznego. Zabiegi specjalne przeprowadzano pod ciśnieniem 0,4 MPa, zależnie od wysokości obiektu. Nasadek DN-3 używano do odkażania dróg i terenu. Jedną nasadkę mocowano do tylnego przewodu tłocznego lub dwie do przedniego przewodu tłocznego. Nasadkę kopytkową używano do dezynfekcji terenu i dróg.

## Skład instalacji
Instalacja IRS składa się z zespołu urządzeń specjalnych i samochodu Star 660 M, na którym je przewożono.
- Urządzenia specjalne
  - zasadnicze
    - niezdejmowane
      - cysterna
      - układ przewodów rurowych
      - pompa mechaniczna
      - układ napędowy pompy mechanicznej
      - podgrzewacz cieczy.

    - zdejmowane
      - prądownice,
      - węże ssawne i tłoczne,
      - kolektory,
      - nasadki,
      - pompa ręczna,
      - skrzynie na urządzenia zdejmowane,
      - pomosty,
      - kosze na bębny z suchym odkażalnikiem.

  - pomocnicze
    - końcówki ssawne,
    - wanienki
    - wiadra,
    - bańki,
    - naczynia miarowe,
    - kołki,
    - szperacze,
    - narzędzia i części zapasowe.

## Instalacja rozlewcza IRS-2
Jeszcze w latach 70. XX w. w Wojskowym Instytucie Chemii i Radiometrii podjęto prace projektowe nad udoskonaleniem instalacji IRS.
W latach 80. rozpoczęto produkcję i wprowadzanie na wyposażenie jednostek Wojska Polskiego instalacje rozlewcze nowej generacji – IRS-2. Nowa instalacja zamontowana została na podwoziu samochodu Star 266M. Produkcję podjęły zakłady „Iskra" w Kielcach. Przeznaczenie i ogólne zasady budowy nowej instalacji IRS-2 były identyczne jak instalacji IRS. Zastosowano w niej jednak wiele nowych rozwiązań konstrukcyjnych.
Były to między innymi:
- zastosowanie jednostopniowej pompy odśrodkowej wykonanej z tworzyw sztucznych,
- uproszczenie układu przewodów rurowych,
- zastosowanie w przewodach rurowych i prądownicach zaworów kulowych, co umożliwiło wprowadzenie elektropneumatycznego sterowania zaworami z kabiny samochodu,

- umożliwienie sterowania zaworem odcinającym z kabiny kierowcy w czasie jazdy,

- zastosowanie automatycznego sterowania pracą podgrzewacza cieczy,
- użycie nowego typu nakrętek do łączenia węży,

- zunifikowanie nasadek,
- zastosowanie cysterny o pojemności 3000 dm³,
- zastosowanie podgrzewacza o większej wydajności cieplnej.